# 동두천시의 국회의원

## 행정구역 변천
- 1981년 7월 1일 양주군 동두천읍에 경기도 동두천시 설치
- 1983년 2월 15일 양주군 은현면 상패리 편입

## 동두천시의 역대 국회의원 일람
| 대수   | 이름           | 소속정당   | 임기                              | 선거구역                                                                   |
| ------ | -------------- | ---------- | --------------------------------- | -------------------------------------------------------------------------- |
| 제12대 | 김형광(金炯光) | 신한민주당 | 1985년 4월 11일 - 1988년 5월 29일 | 의정부시·동두천시·양주군 일원(제3선거구)                                   |
| 제12대 | 홍우준(洪禹俊) | 민주정의당 | 1985년 4월 11일 - 1988년 5월 29일 | 의정부시·동두천시·양주군 일원(제3선거구)                                   |
| 제13대 | 이덕호(李德浩) | 민주정의당 | 1988년 5월 30일 - 1992년 5월 29일 | 동두천시·양주군 일원                                                       |
| 제14대 | 임사빈(任仕彬) | 민주자유당 | 1992년 5월 30일 - 1995년 6월 10일 | 동두천시·양주군 일원                                                       |
| 제15대 | 목요상(睦堯相) | 신한국당   | 1996년 5월 30일 - 2000년 5월 29일 | 동두천시·양주군 일원                                                       |
| 제16대 | 목요상(睦堯相) | 한나라당   | 2000년 5월 30일 - 2004년 5월 29일 | 동두천시·양주군 일원                                                       |
| 제17대 | 정성호(鄭成湖) | 열린우리당 | 2004년 5월 30일 - 2008년 5월 29일 | 양주시·동두천시 일원                                                       |
| 제18대 | 김성수(金性洙) | 한나라당   | 2008년 5월 30일 - 2012년 5월 29일 | 양주시·동두천시 일원                                                       |
| 제19대 | 정성호(鄭成湖) | 민주통합당 | 2012년 5월 30일 - 2016년 5월 29일 | 양주시·동두천시 일원                                                       |
| 제20대 | 김성원(金成願) | 새누리당   | 2016년 5월 30일 - 2020년 5월 29일 | 동두천시·연천군 일원                                                       |
| 제21대 | 김성원(金成願) | 미래통합당 | 2020년 5월 30일 - 2024년 5월 29일 | 동두천시·연천군 일원                                                       |
| 제22대 | 김성원(金成願) | 국민의힘   | 2024년 5월 30일 -                 | 동두천시·양주시·연천군 을: 양주시 남면, 은현면, 동두천시 일원, 연천군 일원 |

## 같이 보기
- 동두천시·양주군
- 양주시·동두천시
- 동두천시·연천군
- 동두천시·양주시·연천군 을
- 양주시의 국회의원
- 남양주시의 국회의원
- 포천시의 국회의원
- 가평군의 국회의원
- 연천군의 국회의원